# Eudule secticolor
Eudule secticolor är en fjärilsart som beskrevs av Louis Beethoven Prout 1931. Eudule secticolor ingår i släktet Eudule och familjen mätare. Inga underarter finns listade i Catalogue of Life.